# Битка код Пелкенеа
Битка код Пелкенеа (енгл. Battle of Pälkäne) била је одлучујућа руска победа у северном рату (1700-1721).

## Позадина
Руско напредовање против шведских поседа на Прибалтику, започето након одлучујећег шведског пораза код Полтаве (1709), које је започело освајањем Виборга (1710), привремено је успорено због избијања рата са Турском (новембра 1710). Рат је завршен руским поразом у неуспелој прутској кампањи (1711), али је закључење мира с Турском омогућило Петру Великом да настави операције на Прибалтику, како би Швеђане избацио из Финске, коју је штитило једва 12.000 војника. Према плану операција за 1712. годину предвиђено је да савезници (Данска, Пољска и Русија), пошто изведу десант под заштитом данске флоте, изврше главни удар на Шведску, с тим да руске снаге - диверзијом у Финску - привуку на себе знатан део шведске армије и олакшају удар на главном правцу. Међутим, операције које су неенергично вођене нису дале значајније резултате. Руске трупе под командом Александра Меншикова дејствовале су у шведској Померанији. У 1713. Руси су заузели обалу Финског залива између Виборга и Хелсингфорса (Хелсинки), и град Обу (Або, Турку). Једина већа битка вођена је код Пелканеа (фин. Pälkäne).

## Битка
Шведска војска посела је јако утврђени положај (између два језера) око 2 км ширине, који је било тешко заузети с фронта или обићи с копна. Команданти руских трупа Апраксин и Голицин одлучили су да готово половину снага (6.000 од 14.000 људи) пребаце сплавовима преко језера и изврше удар на непријатеља из позадине, везујући га истовремено јаким нападима с фронта. Голицинове трупе прешле су преко језера и ударом у позадину Швеђана решиле битку у своју корист.

## Последице
Потпуно деморалисана шведска војска избачена је из Финске.